# FBCラジオ土曜スペシャル
『FBCラジオ土曜スペシャル 』（エフビーシーラジオどようスペシャル）は、福井放送（大和田ラジオ本舗FBCラジオ）で放送されている土曜昼の番組。
放送時間は13:00から16:00(JST)まで。ほとんどはFBC本社一階の第一スタジオ（通称：1スタ）から放送されており、通常はリクエスト番組だが別の会場からの中継や1スタからのリクエスト以外番組（『24時間テレビ』や大和田げんき祭り、ラジオウイーク拡大版など）が放送される。通称は土スペ。
2015年5月より『伊東四朗 吉田照美 親父・熱愛』（文化放送）をネットするため、基本終了時間を15:00までに変更された。

## その他
- ラジオカーエコーメイトの中継は、途中で放送する。
- オールリクエスト以外では、普段のジングルのオールリクエストをカットしたものと専用のジングルを制作する場合がある。
- パーソナリティはラジオのパーソナリティやFBCラジオセンターやFBC制作部のアナウンサーが担当することが多い。
- 年に1度芸能人がパーソナリティを務めるラジオウィーク特番がある（最近では、藤本美貴・彦麻呂・AKB48など）。また、FBCテレビで24時間テレビ 「愛は地球を救う」が開催される当日、ないしはその前の週には「24時間テレビ直前スペシャル」と題して、県内の募金会場・協賛企業・団体を紹介する特番が行われる。
- 放送時間は最大開始が11時で終了が17時になる。
- 2012年1月7日より、パーソナリティを大平まさひこと野村佳奈子に固定。2013年10月より野村に代わり、佐々木愛。2014年4月より佐々木に代わり、渡辺みゆ。

## いままでのサブタイトルとパーソナリティ
| 日付         | 内容                                               | パーソナリティ                                               |
| ------------ | -------------------------------------------------- | ------------------------------------------------------------ |
| 03年2月8日   | B面限定リクエスト                                  | 福本実                                                       |
| 03年2月15日  | 小学生に判ってもらう時事問題                       | 福本実、天谷由佳                                             |
| 03年2月22日  | 福井ゆかりの有名人99選                             | 重盛政史                                                     |
| 03年3月1日   | レコード室からたった一人のリクエスト               | 福本実                                                       |
| 03年3月8日   | あなたのお宅からワイドやります                     | 岩本和弘                                                     |
| 03年3月15日  | 親父たちの歌声広場                                 | 清田精二、天谷由佳                                           |
| 03年3月22日  | B面限定リクエスト                                  | 福本実                                                       |
| 03年3月29日  | 県内に46都道府県出身者は住んでいるのか             |                                                              |
| 03年4月5日   | もうすぐ桜も見頃教えてお花見のポイント花より団子   | 福本実                                                       |
| 03年4月12日  | レコード室からたった一人のリクエスト               | 岩本和弘                                                     |
| 03年4月19日  | フェスティバルin産業会館                           | 岩本和弘、遠藤真奈見                                         |
| 03年4月26日  | ヤングアダルトリクエスト合戦                       | 重盛政史、春木かおり                                         |
| 03年5月3日   | GWドライブミュージック                             | 稲木聡                                                       |
| 03年5月10日  | 歌詞のある歌謡曲・母の歌編                         | 谷戸礼子                                                     |
| 03年5月17日  | ’70’80アイドル大集合                               | 福本実                                                       |
| 03年5月24日  | ふれあいフェスタリサーチ35調査隊がやってきた       | 稲木聡                                                       |
| 03年5月31日  | 総力スペシャル・拉致問題スペシャル                 | 岩本和弘、遠藤真奈見                                         |
| 03年6月7日   | あなたが選ぶ福井の歌                               |                                                              |
| 03年6月14日  | 美空ひばり大特集                                   | 福本実                                                       |
| 03年6月21日  | 道の駅みくにから生放送                             | 重盛政史、二木あつ子                                         |
| 03年6月28日  | 夏バテを吹っ飛ばせ!スタミナラジオ                  | 福本実                                                       |
| 03年7月5日   | 食のまつり公開生放送                               | 岩本和弘、春木かおり                                         |
| 03年7月12日  | 地球に今何が必要なの?                              | 重盛政史                                                     |
| 03年7月19日  | 恒ちゃんガンちゃんのえちぜん鉄道を歌おう           | 恒見コウヘイ、岩本和弘                                       |
| 03年7月26日  | 福井カラオケ自慢in鯖江                             | 福本実                                                       |
| 03年8月2日   | 夏だ!踊りだ!ダンスミュージックだ                   | 阿部真由美                                                   |
| 03年8月9日   | カバーソング特集                                   | 福本実                                                       |
| 03年8月16日  | お盆だよ夏のメロディー                             |                                                              |
| 03年8月23日  | 聞かせます24時間テレビのすべて                     | 福本実                                                       |
| 03年8月30日  | 昭和の歌リクエスト①                                | 福本実                                                       |
| 03年9月6日   | 昭和の歌リクエスト②                                | 福本実                                                       |
| 03年9月13日  | 丹南産業フェア                                     | 岩本和弘                                                     |
| 03年9月20日  | ラジオパビリオンin若狭路博                         | 重盛政史                                                     |
| 03年9月27日  | 大和田ラジオ本舗秋の新番組                         | 福本実                                                       |
| 03年10月4日  | ヒュマン&スマイルフェスタ                          | 福本実、岩本和弘                                             |
| 03年10月11日 | 大和田げんき祭り生々リクエスト                     | 福本実                                                       |
| 03年10月18日 | 花咲き福井まつり                                   | 二木あつ子                                                   |
| 03年10月25日 | 五木ひろし特集                                     | 福本実                                                       |
| 03年11月1日  | 道の駅みくにから生放送                             | 恩地美智                                                     |
| 03年11月8日  | 昭和の歌蔵出しリクエスト                           | 福本実                                                       |
| 03年11月15日 | 秋のフォークソング特集                             | 福本実                                                       |
| 03年11月22日 | レコード室からたった一人のリクエスト               | 岩本和弘                                                     |
| 03年11月29日 | リスナーが選ぶもらってうれしいお歳暮ベスト10       |                                                              |
| 03年12月6日  | こころ元気になーれー考えよう不登校                 |                                                              |
| 03年12月13日 | 地球温暖化防止小さなことから始めよう               |                                                              |
| 03年12月20日 | 家電店から生放送                                   | 阿部真由美、福本実                                           |
| 03年12月27日 | リクエスト総決算さよなら2003年                     | 重盛政史                                                     |
| 04年1月3日   | 三国競艇クイズ王座決定戦                           | 榎ちひろ、中村美穂                                           |
| 04年1月10日  | リクエスト特集                                     | 福本実                                                       |
| 04年1月17日  | 越前水仙祭り歌謡ショー                             | 岩本和弘、香田晋（ゲスト）                                   |
| 04年1月24日  | 冬の演歌たっぷりリクエスト                         | 重盛政史                                                     |
| 04年1月31日  | 癒しのラジオウイークエンド                         | 私市秀子                                                     |
| 04年2月7日   | 落語特集                                           | 福本実                                                       |
| 04年2月14日  | ハッピーバレンタインラブソングリクエスト           | 重盛政史                                                     |
| 04年2月21日  | 昭和の歌リクエスト                                 | 福本実                                                       |
| 04年2月28日  | 第34回福井県小中学校図画作文コンクール             |                                                              |
| 04年3月6日   | 恒ちゃんとガンちゃんの福井を歌おうコンサート       | 恒見コウヘイ、岩本和弘                                       |
| 04年3月13日  | B面限定リクエスト                                  | 福本実                                                       |
| 04年3月20    | 入学おめでとうメッセージ&BIGプレゼント             |                                                              |
| 04年3月27日  | ハローグッバイ私春から変わります春からの新生活     |                                                              |
| 04年4月3日   | オールリクエスト                                   | 福本実                                                       |
| 04年4月10日  | 福井春祭り                                         | 阿部真由美                                                   |
| 04年4月17日  | オールリクエスト                                   | 重盛政史                                                     |
| 04年4月24日  | オールリクエスト                                   | 谷戸礼子                                                     |
| 04年5月1日   | FBCワクワクフェスティバル                          | 重盛政史、阿部真由美                                         |
| 04年5月8日   | 母の日特集                                         | 福本実、野村佳奈子                                           |
| 04年5月15日  | オールリクエスト                                   | 谷戸礼子                                                     |
| 04年5月22日  | オールリクエスト                                   | 阿部真由美                                                   |
| 04年5月29日  | 越前陶芸まつり                                     |                                                              |
| 04年6月5日   | 道の駅河野から生放送                               | 岩本和弘、阿部真由美                                         |
| 04年6月12    | オールリクエスト                                   | 谷戸礼子                                                     |
| 04年6月19日  | 道の駅みくにから生放送                             | 二木あつ子、重盛政史                                         |
| 04年6月29日  | 食まつり会場から生放送                             | 阿部真由美、重盛政史                                         |
| 04年7月3日   | せんだみつおのパワーアップ宣言                     | せんだみつお、阿部真由美                                     |
| 04年7月10日  | オールリクエスト                                   | 福本実                                                       |
| 04年7月17日  | 道の駅河野から生放送                               | 岩本和弘、阿部真由美                                         |
| 04年7月24日  | オールリクエスト                                   | 重盛政史                                                     |
| 04年7月31日  | オールリクエスト                                   | 谷戸礼子                                                     |
| 04年8月7日   | あさひまつり会場から生放送                         | 二木あつ子                                                   |
| 04年8月14日  | オールリクエスト                                   | 阿部真由美                                                   |
| 04年8月21日  | 24時間テレビ特集                                   | 福本実                                                       |
| 04年8月28日  | オールリクエスト                                   | 谷戸礼子                                                     |
| 04年9月4日   | オールリクエスト                                   | 福本実                                                       |
| 04年9月11日  | オールリクエスト                                   | 阿部真由美                                                   |
| 04年9月18日  | ショッピングセンターから生放送                     | 福本実、阿部真由美                                           |
| 04年9月25日  | オールリクエスト                                   | 谷戸礼子                                                     |
| 04年10月2日  | オールリクエスト                                   | 重盛政史                                                     |
| 04年10月9日  | まちづくり全国交流大会                             | 重盛政史、田中みゆき                                         |
| 04年10月16日 | オールリクエスト                                   | 谷戸礼子                                                     |
| 04年10月23日 | オールリクエスト                                   | 勝木弘行                                                     |
| 04年10月30日 | オールリクエストinショッピングセンター             | 岩本和弘                                                     |
| 04年11月6日  | 道の駅みくに花らっきょうまつり                     | 二木あつ子                                                   |
| 04年11月13日 | オールリクエスト                                   | 重盛政史                                                     |
| 04年11月20日 | 道の駅河野                                         | 岩本和弘、阿部真由美                                         |
| 04年11月27日 | オールリクエスト                                   | 谷戸礼子                                                     |
| 04年12月4日  | 家電店から生放送                                   | 福本実、春木かおり                                           |
| 04年12月11日 | オールリクエストinショッピングセンター             | 岩本和弘                                                     |
| 04年12月18日 | オールリクエスト                                   | 重盛政史                                                     |
| 04年12月25日 | オールリクエスト                                   | 阿部真由美                                                   |
| 05年1月1日   | 三国競艇運試し                                     | 二木あつ子、岩本和弘                                         |
| 05年1月8日   | オールリクエスト                                   | 谷戸礼子                                                     |
| 05年1月15日  | 水仙まつり                                         | 岩本和弘                                                     |
| 05年1月22日  | オールリクエスト                                   | 福本実                                                       |
| 05年1月29日  | オールリクエスト                                   | 勝木弘行                                                     |
| 05年2月5日   | オールリクエスト                                   | 阿部真由美                                                   |
| 05年2月12日  | オールリクエスト                                   | 谷戸礼子                                                     |
| 05年2月19日  | サンドーム福井から生放送                           | 福本実、野村佳奈子                                           |
| 05年2月26日  | オールリクエスト                                   | 重盛政史                                                     |
| 05年３月５日 | 道の駅河野から生放送                               | 岩本和弘、阿部真由美                                         |
| 05年3月12日  | オールリクエスト                                   | 谷戸礼子                                                     |
| 05年3月19日  | 道の駅みくにから生放送                             | 岩本和弘                                                     |
| 05年3月26日  | かたりべスペシャル                                 | 谷戸礼子                                                     |
| 05年4月2日   | 福井春祭り                                         | 重盛政史、阿部真由美                                         |
| 05年4月9日   | オールリクエスト                                   | 谷戸礼子                                                     |
| 05年4月16日  | オールリクエスト                                   | 福本実                                                       |
| 05年4月23日  | オールリクエスト                                   | 重盛政史                                                     |
| 05年4月30日  | 芝政ワールドからの生放送                           | 岩本和弘、田中みゆき                                         |
| 05年5月7日   | オールリクエスト                                   | 福本実                                                       |
| 05年5月14日  | オールリクエスト                                   | 重盛政史                                                     |
| 05年5月21日  | オールリクエスト                                   | 谷戸礼子                                                     |
| 05年5月28日  | 陶芸祭り                                           | 重盛政史                                                     |
| 05年6月4日   | クールビズスペシャル                               | 岩本和弘、野村佳奈子                                         |
| 05年6月11日  | オールリクエスト                                   | 谷戸礼子                                                     |
| 05年6月18日  | 道の駅みくにから生放送                             | 二木あつ子                                                   |
| 05年6月25日  | 道の駅河野から生放送                               | 重盛政史、阿部真由美                                         |
| 05年7月2日   | 景気回復・商売繁盛“黄金”のラジオ                   | せんだみつお、阿部真由美                                     |
| 05年7月9日   | オールリクエスト                                   | 谷戸礼子                                                     |
| 05年7月16日  | オールリクエスト                                   | 重盛政史                                                     |
| 05年7月23日  | オールリクエスト                                   | 谷戸礼子                                                     |
| 05年7月30日  | 土曜スペシャル特別版                               | 岩本和弘、阿部真由美                                         |
| 05年8月6日   | オールリクエスト                                   | 阿部真由美                                                   |
| 05年8月13日  | 競艇場から生放送                                   | 二木あつ子                                                   |
| 05年8月20日  | オールリクエスト                                   | 野村佳奈子                                                   |
| 05年8月27日  | 24時間テレビ特集                                   | 福本実                                                       |
| 05年9月3日   | オールリクエスト                                   | 福本実                                                       |
| 05年9月10日  | オールリクエスト                                   | 阿部真由美                                                   |
| 05年9月17日  | オールリクエスト                                   | 谷戸礼子                                                     |
| 05年9月24日  | オールリクエスト                                   | 野村佳奈子                                                   |
| 05年10月1日  | オールリクエスト                                   | 福本実                                                       |
| 05年10月8日  | 学園祭中の大学から生放送                           | 岩本和弘 他                                                  |
| 05年10月15日 | オールリクエスト                                   | 谷戸礼子                                                     |
| 05年10月22日 | 大電化まつり                                       | 阿部真由美 他                                                |
| 05年10月29日 | 国民文化祭会場から生放送                           | 二木あつ子                                                   |
| 05年11月5日  | 道の駅みくにから生放送                             | 二木あつ子                                                   |
| 05年11月12日 | ショッピングセンターから生放送                     |                                                              |
| 05年11月19日 | オールリクエスト                                   | 野村佳奈子                                                   |
| 05年11月26日 | オールリクエスト                                   | 福本実                                                       |
| 05年12月3日  | オールリクエスト                                   | 谷戸礼子                                                     |
| 05年12月10日 | オールリクエスト                                   | 野村佳奈子                                                   |
| 05年12月17日 | オールリクエスト                                   | 阿部真由美                                                   |
| 05年12月24日 | きま金500回記念クリスマススペシャル                | 二木あつ子、岩本和弘、恒見コウヘイ                           |
| 05年12月31日 | オールリクエスト                                   | 谷戸礼子                                                     |
| 06年1月7日   | オールリクエスト                                   | 谷戸礼子                                                     |
| 06年1月14日  | オールリクエスト                                   | 福本実                                                       |
| 06年1月21日  | オールリクエスト                                   | 阿部真由美                                                   |
| 06年1月28日  | オールリクエスト                                   | 野村佳奈子                                                   |
| 06年2月4日   | オールリクエスト                                   | 福本実                                                       |
| 06年2月11日  | オールリクエスト                                   | 重盛政史                                                     |
| 06年2月18日  | オールリクエスト                                   | 谷戸礼子                                                     |
| 06年2月25日  | オールリクエスト                                   | 野村佳奈子                                                   |
| 06年3月4日   | オールリクエスト                                   | 阿部真由美                                                   |
| 06年3月11日  | オールリクエスト                                   | 重盛政史                                                     |
| 06年3月18日  | 道の駅みくにから生放送                             | 二木あつ子                                                   |
| 06年3月25日  | オールリクエスト                                   | 野村佳奈子                                                   |
| 06年4月1日   | オールリクエスト                                   | 谷戸礼子                                                     |
| 06年4月8日   | オールリクエスト                                   | 重盛政史                                                     |
| 06年4月15日  | オールリクエスト                                   | 谷戸礼子                                                     |
| 06年4月22日  | オールリクエスト                                   | 阿部真由美                                                   |
| 06年4月29日  | オールリクエスト                                   | 福本実                                                       |
| 06年5月6日   | オールリクエスト                                   | 福本実                                                       |
| 06年5月13日  | オールリクエスト                                   | 重盛政史                                                     |
| 06年5月20日  | オールリクエスト                                   | 谷戸礼子                                                     |
| 06年5月27日  | 越前陶芸祭り                                       | 重盛政史                                                     |
| 06年6月3日   | クールビズスペシャル                               | 岩本和弘                                                     |
| 06年6月10日  | 恒ちゃんガンちゃん高田社長に会いに来ちゃったの巻き | 岩本和弘、恒見コウヘイ、髙田明                               |
| 06年6月17日  | 道の駅みくにから生放送                             | 岩本和弘、中西夕希                                           |
| 06年6月24日  | 食まつり会場から生中継                             | 二木あつ子                                                   |
| 06年7月1日   | オールリクエスト                                   | 谷戸礼子                                                     |
| 06年7月8日   | ハッピーカムカム!幸福ラジオ                        | 笑福亭鶴光、堀内久美子                                       |
| 06年7月15日  | オールリクエスト                                   | 谷戸礼子                                                     |
| 06年7月22日  | オールリクエスト                                   | 福本実                                                       |
| 06年7月29日  | オールリクエスト                                   | 重盛政史                                                     |
| 06年8月5日   | オールリクエスト                                   | 岩本和弘                                                     |
| 06年8月12日  | オールリクエスト                                   | 谷戸礼子                                                     |
| 06年8月19日  | フォーク大全集                                     | 福本実                                                       |
| 06年8月26日  | 恋するバラード                                     | 福本実                                                       |
| 06年9月2日   | 屋久島・南九州スペシャル                           | 福本実                                                       |
| 06年9月9日   | オールリクエスト                                   | 重盛政史                                                     |
| 06年9月16日  | オールリクエスト                                   | 谷戸礼子                                                     |
| 06年9月23日  | リクエスト&プレゼント                              | 福本実                                                       |
| 06年9月30日  | オールリクエスト                                   | 野村佳奈子                                                   |
| 06年10月7日  | 大和田げんき祭り出会いふれあい感謝の日             |                                                              |
| 06年10月14日 | オールリクエスト                                   | 谷戸礼子                                                     |
| 06年10月21日 | コシヒカリ50周年SP                                 | 二木あつ子                                                   |
| 06年10月28日 | オールリクエスト                                   | 福本実                                                       |
| 06年11月4日  | 道の駅みくに                                       | 二木あつ子                                                   |
| 06年11月11日 | ウォームビズ特集                                   | 岩本和弘、野村佳奈子                                         |
| 06年11月18日 | まちの駅・えんむすび茶屋大放送                     | 福本実、堀内久美子                                           |
| 06年11月25日 | オールリクエスト                                   | 谷戸礼子                                                     |
| 06年12月2日  | オールリクエスト                                   | 福本実                                                       |
| 06年12月9日  | 住まい大発見フェア                                 | 阿部真由美                                                   |
| 06年12月16日 | 芦原温泉芸妓さんといっしょに                       | 阿部真由美                                                   |
| 06年12月23日 | 福井のお米をおいしく食べよう                       | 福本実、中村朱里                                             |
| 06年12月30日 | 北陸秋スーパー歌謡祭                               | ゲスト：香山みどり                                           |
| 07年1月6日   | オールリクエスト                                   | 谷戸礼子                                                     |
| 07年1月13日  | オールリクエスト                                   | 野村佳奈子                                                   |
| 07年1月20日  | オールリクエスト                                   | 重盛政史                                                     |
| 07年1月27日  | オールリクエスト                                   | 福本実                                                       |
| 07年2月3日   | オールリクエスト                                   | 谷戸礼子                                                     |
| 07年2月10日  | ラジオラブレター                                   | 三田村明彦                                                   |
| 07年2月17日  | オールリクエスト                                   | 野村佳奈子                                                   |
| 07年2月24日  | オールリクエスト                                   | 福本実                                                       |
| 07年3月3日   | オールリクエスト                                   | 谷戸礼子                                                     |
| 07年3月10日  | 北陸艇王決定戦カラオケ&おやじバンド大集合          | 二木あつ子、岩本和弘                                         |
| 07年3月17日  | オールリクエスト                                   | 谷戸礼子                                                     |
| 07年3月24日  | オールリクエスト                                   | 福本実                                                       |
| 07年3月31日  | ラジオ黄金時代おとなの解放区                       | 近藤ノブ、二木あつ子                                         |
| 07年4月7日   | オールリクエスト                                   | 野村佳奈子                                                   |
| 07年4月14日  | 越前時代行列                                       | 重盛政史                                                     |
| 07年4月21日  | オールリクエスト                                   | 福本実                                                       |
| 07年4月28日  | 北海道旅行SP、オールリクエスト                     | 福本実                                                       |
| 07年5月5日   | 大和田ショッピングモールから生中継                 | 重盛政史                                                     |
| 07年5月12日  | オールリクエスト                                   | 野村佳奈子                                                   |
| 07年5月19日  | オールリクエスト                                   | 廣瀬隼也                                                     |
| 07年5月26日  | 越前陶芸まつり                                     | 重盛政史                                                     |
| 07年6月2日   | オールリクエスト                                   | 福本実                                                       |
| 07年6月9日   | オールリクエスト                                   | 野村佳奈子                                                   |
| 07年6月16日  | 道の駅みくにいい物うまい物まつり                   | 二木あつ子                                                   |
| 07年6月23日  | 花咲まつり                                         | 二木あつ子                                                   |
| 07年6月30日  | オールリクエスト                                   | 福本実                                                       |
| 07年7月7日   | オールリクエスト                                   | 廣瀬隼也                                                     |
| 07年7月14日  | オールリクエスト                                   | 野村佳奈子                                                   |
| 07年7月21日  | 福井放送創立55周年記念番組「ラジオっていいよね」   | ダンカン、南かなこ、堀内久美子 他                            |
| 07年7月28日  | オールリクエスト                                   | 阿部真由美                                                   |
| 07年8月4日   | オールリクエスト                                   | 谷戸礼子                                                     |
| 07年8月11日  | オールリクエスト                                   | 福本実                                                       |
| 07年8月18日  | 24時間テレビ直前SP                                 | 福本実                                                       |
| 07年8月25日  | オールリクエスト                                   | 野村佳奈子                                                   |
| 07年9月1日   | 防災の日SP、沖縄旅行SP                             | 福本実                                                       |
| 07年9月8日   | オールリクエスト                                   | 谷戸礼子                                                     |
| 07年9月15日  | オールリクエスト                                   | 野村佳奈子                                                   |
| 07年9月22日  | オールタイムセレクション                           | 重盛政史                                                     |
| 07年9月29日  | オールリクエスト                                   | 福本実                                                       |
| 07年10月6日  | 大和田げんき祭り「ラジオでわっしょい」             | パーソナリティー全員集合                                     |
| 07年10月13日 | おおの産業フェア                                   | 岩本和弘                                                     |
| 07年10月20日 | オールリクエスト                                   | 野村佳奈子                                                   |
| 07年10月27日 | 花咲まつり                                         | 岩本和弘、阿部真由美                                         |
| 07年11月3日  | 道の駅みくに花らっきょう祭り                       | 二木あつ子                                                   |
| 07年11月10日 | 快適肌着で行こう!                                  | 岩本和弘                                                     |
| 07年11月17日 | オールリクエスト                                   | 重盛政史                                                     |
| 07年11月24日 | オールリクエスト                                   | 谷戸礼子                                                     |
| 07年12月1日  | オールリクエスト                                   | 野村佳奈子                                                   |
| 07年12月8日  | オールリクエスト                                   | 廣瀬隼也                                                     |
| 07年12月15日 | 福井の冬を快適に大型家電量販店から生放送           | 福本実、田中みゆき                                           |
| 07年12月22日 | クリスマススペシャル                               | 岩本和弘                                                     |
| 07年12月29日 | オールリクエスト                                   | 重盛政史                                                     |
| 08年1月5日   | オールリクエスト                                   | 福本実                                                       |
| 08年1月12日  | オールリクエスト                                   | 野村佳奈子                                                   |
| 08年1月19日  | オールリクエスト                                   | 廣瀬隼也                                                     |
| 08年1月26日  | オールリクエスト                                   | 福本実                                                       |
| 08年2月2日   | オールリクエスト                                   | 重盛政史                                                     |
| 08年2月9日   | バレンタインスペシャル                             | 岩本和弘、廣瀬隼也                                           |
| 08年2月16日  | オールリクエスト                                   | 野村佳奈子                                                   |
| 08年2月23日  | オールリクエスト                                   | 岩本和弘                                                     |
| 08年3月1日   | オールリクエスト                                   | 福本実                                                       |
| 08年3月8日   | オールリクエスト                                   | 谷戸礼子                                                     |
| 08年3月15日  | オールリクエスト                                   | 野村佳奈子                                                   |
| 08年3月22日  | オールリクエスト                                   | 廣瀬隼也                                                     |
| 08年3月29日  | 御廊下橋復元完成スペシャル                         |                                                              |
| 08年4月5日   | オールリクエスト                                   | 廣瀬隼也                                                     |
| 08年4月12日  | 越前時代行列                                       | 岩本和弘                                                     |
| 08年4月19日  | オールリクエスト                                   | 谷戸礼子                                                     |
| 08年4月26日  | オールリクエスト                                   | 廣瀬隼也                                                     |
| 08年5月3日   | オールリクエスト                                   | 重盛政史                                                     |
| 08年5月10日  | オールリクエスト                                   | 廣瀬隼也                                                     |
| 08年5月17日  | オールリクエスト                                   | 谷戸礼子                                                     |
| 08年5月24日  | 越前陶芸まつり                                     | 阿部真由美                                                   |
| 08年5月31日  | BCリーグ実況中継のため休止                         | 実況：廣瀬隼也                                               |
| 08年6月7日   | クールビズスペシャル                               | 岩本和弘、田中みゆき                                         |
| 08年6月14日  | オールリクエスト                                   | 重盛政史                                                     |
| 08年6月21日  | 道の駅みくにいい物うまい物まつり                   | 二木あつ子                                                   |
| 08年6月28日  | 福井震災60周年「あの日…そしてこれから」            | 岩本和弘、田中みゆき                                         |
| 08年7月5日   | オールリクエスト                                   | 廣瀬隼也                                                     |
| 08年7月12日  | オールリクエスト                                   | 川島秀成                                                     |
| 08年7月19日  | オールリクエスト                                   | 廣瀬隼也                                                     |
| 08年7月26日  | 九頭竜湖・麻那姫湖サマーフェスタ                   | さかいちよみ。                                               |
| 08年8月2日   | オールリクエスト                                   | 廣瀬隼也                                                     |
| 08年8月9日   | オールリクエスト                                   | 谷戸礼子                                                     |
| 08年8月16日  | オールリクエスト                                   | 廣瀬隼也                                                     |
| 08年8月23日  | オールリクエスト                                   | 廣瀬隼也                                                     |
| 08年8月30日  | 24時間テレビ直前SP                                 | 岩本和弘                                                     |
| 08年9月6日   | オールリクエスト                                   | 重盛政史                                                     |
| 08年9月13日  | BCリーグ実況中継のため休止                         |                                                              |
| 08年9月20日  | オールリクエスト                                   | 廣瀬隼也                                                     |
| 08年9月27日  | オールリクエスト                                   | 廣瀬隼也                                                     |
| 08年10月4日  | 大電化祭りinサンドーム福井                         | 阿部真由美、重盛政史                                         |
| 08年10月11日 | 大和田げんき祭り                                   | 重盛政史、西堀有美、岩本和弘 他                              |
| 08年10月18日 | おおの産業フェア                                   | 岩本和弘、さかいちよみ。                                     |
| 08年10月25日 | オールリクエスト                                   | 岩本和弘                                                     |
| 08年11月1日  | 道の駅みくに花らっきょう祭り                       | 二木あつ子                                                   |
| 08年11月8日  | あったか肌着で行こうInパリオ                       | 岩本和弘、野村佳奈子                                         |
| 08年11月15日 | オールリクエスト                                   | 西堀有美                                                     |
| 08年11月22日 | オールリクエスト                                   | 吉川圭一                                                     |
| 08年11月29日 | オールリクエスト                                   | 廣瀬隼也                                                     |
| 08年12月6日  | オールリクエスト                                   | 廣瀬隼也                                                     |
| 08年12月13日 | オールリクエスト                                   | 重盛政史                                                     |
| 08年12月20日 | 藤本美貴のクリスマスラブラジオ                     | 藤本美貴、廣瀬隼也                                           |
| 08年12月27日 | オールリクエスト                                   | 谷戸礼子                                                     |
| 09年1月3日   | 新春初売りお仏壇福袋                               | さかいちよみ。                                               |
| 09年1月10日  | オールリクエスト                                   | 田中みゆき                                                   |
| 09年2月17日  | オールリクエスト                                   | 重盛政史                                                     |
| 09年1月24日  | オールリクエスト                                   | 谷戸礼子                                                     |
| 09年1月31日  | オールリクエスト                                   | 野村佳奈子                                                   |
| 09年2月7日   | オールリクエスト                                   | 廣瀬隼也                                                     |
| 09年2月14日  | バレンタインデースペシャル                         | 田中みゆき、廣瀬隼也                                         |
| 09年2月21日  | オールリクエスト                                   | 重盛政史                                                     |
| 09年2月28日  | オールリクエスト                                   | 田中みゆき                                                   |
| 09年3月7日   | オールリクエスト                                   | 谷戸礼子                                                     |
| 09年3月14日  | ホワイトデースペシャル                             | 重盛政史、松宮利佳、西堀有美、上田純子                       |
| 09年3月21日  | オールリクエスト                                   | 岩本和弘                                                     |
| 09年3月28日  | 愛しのごはん〜オ〜米                               | 阿部真由美                                                   |
| 09年4月4日   | ふくい春まつり満喫ガイド                           | さかいちよみ。                                               |
| 09年4月11日  | オールリクエスト                                   | 谷戸礼子                                                     |
| 09年4月18日  | パナソニックフェア                                 | 阿部真由美、重盛政史                                         |
| 09年4月25日  | オールリクエスト                                   | 重盛政史                                                     |
| 09年5月2日   | オールリクエスト（〜2時）                          | 清田精二                                                     |
| 09年5月2日   | BCリーグ公式戦実況（2時〜5時）                     | 吉川圭一                                                     |
| 09年5月9日   | オールリクエスト                                   | 吉川圭一                                                     |
| 09年5月16日  | オールリクエスト                                   | 谷戸礼子                                                     |
| 09年5月24日  | 越前陶芸まつり                                     | 阿部真由美                                                   |
| 09年5月30日  | オールリクエスト                                   | 重盛政史                                                     |
| 09年6月6日   | クールビズスペシャル                               | 岩本和弘、田中みゆき                                         |
| 09年6月13日  | 彦摩呂の三ツ星ラジオ                               | 彦摩呂、堀内くみ子 他                                        |
| 09年6月20日  | 道の駅みくにいい物うまい物まつり                   | 二木あつ子                                                   |
| 09年6月27日  | 防災特別番組                                       | 岩本和弘                                                     |
| 09年7月4日   | オールリクエスト                                   | 二木あつ子                                                   |
| 09年7月11日  | オールリクエスト                                   | 吉川圭一                                                     |
| 09年7月18日  | オールリクエスト                                   | 重盛政史                                                     |
| 09年7月25日  | オールリクエスト                                   | 清田精二                                                     |
| 09年8月1日   | オールリクエスト                                   | 二木あつ子、恒見コウヘイ（清田精二、越乃ひかる）             |
| 09年8月8日   | FBCサマーフェスタ前編                              | （当日司会の）重盛政史、佐々木愛                             |
| 09年8月15日  | FBCサマーフェスタ後編                              | （当日司会の）重盛政史、佐々木愛                             |
| 09年8月22日  | 五木ひろしのふるさとふくい大放送                   | 五木ひろし、清田精二                                         |
| 09年8月29日  | 24時間テレビ直前スペシャル                         | 岩本和弘、廣瀬隼也、中嶋智子、中山裕子                       |
| 09年9月5日   | オールリクエスト                                   | 加藤直也                                                     |
| 09年9月12日  | オールリクエスト                                   | 重盛政史                                                     |
| 09年9月19日  | オールリクエスト                                   | 谷戸礼子                                                     |
| 09年9月26日  | オールリクエスト                                   | 重盛政史                                                     |
| 09年10月3日  | オールリクエスト                                   | 岩本和弘                                                     |
| 09年10月10日 | 大和田げんき祭り                                   | 清田精二、吉川圭一 他                                        |
| 09年10月17日 | パナソニックフェアinサンドーム福井                 | 阿部真由美、重盛政史                                         |
| 09年10月24日 | オールリクエスト                                   | 重盛政史                                                     |
| 09年10月31日 | オールリクエスト                                   | 谷戸礼子                                                     |
| 09年11月7日  | 道の駅みくに花らっきょまつり                       | 二木あつ子                                                   |
| 09年11月14日 | オールリクエスト                                   | 福本実                                                       |
| 09年11月21日 | オールリクエスト                                   | 岩本和弘                                                     |
| 09年11月28日 | オールリクエスト                                   | 谷戸礼子                                                     |
| 09年12月5日  | オールリクエスト                                   | 重盛政史                                                     |
| 09年12月12日 | オールリクエスト                                   | 阿部真由美                                                   |
| 09年12月19日 | ソング・ソング・クリスマス                         | 岩本和弘、上田純子 他                                        |
| 09年12月26日 | オールリクエスト                                   | 阿部真由美                                                   |
| 10年1月2日   | 箱根駅伝のため放送休止                             | 文化放送よりネット放送                                       |
| 10年1月9日   | オールリクエスト                                   | 谷戸礼子                                                     |
| 10年1月16日  | オールリクエスト                                   | 岩本和弘                                                     |
| 10年1月23日  | オールリクエスト                                   | 野村佳奈子                                                   |
| 10年1月30日  | オールリクエスト                                   | 重盛政史、（ケイ）                                           |
| 10年2月6日   | オールリクエスト                                   | ケイ、（清田精二）                                           |
| 10年2月13日  | 鶴ちゃん＆直也のドッキドキバレンタイン             | 鶴渕さやか、加藤直也                                         |
| 10年2月20日  | オールリクエスト                                   | 重盛政史                                                     |
| 10年2月27日  | オールリクエスト                                   | 岩本和弘                                                     |
| 10年3月6日   | オールリクエスト                                   | 吉川圭一                                                     |
| 10年3月13日  | おうちまるごとパナソニックフェア in 福井県産業会館 | 阿部真由美、岩本和弘                                         |
| 10年3月20日  | オールリクエスト                                   | 谷戸礼子                                                     |
| 10年3月27日  | オールリクエスト                                   | 清田精二                                                     |
| 10年4月3日   | オールリクエスト                                   | 岩本和弘                                                     |
| 10年4月10日  | オールリクエスト                                   | 重盛政史                                                     |
| 10年4月17日  | オールリクエスト                                   | ケイ                                                         |
| 10年4月24日  | オールリクエスト                                   | 谷戸礼子                                                     |
| 10年5月1日   | BCリーグ公式戦実況中継のため放送休止               | 吉川圭一                                                     |
| 10年5月8日   | オールリクエスト                                   | 重盛政史                                                     |
| 10年5月15日  | オールリクエスト                                   | 谷戸礼子                                                     |
| 10年5月22日  | That's 越前                                        | 重盛政史、阿部真由美                                         |
| 10年5月29日  | 第30回越前陶芸まつり生放送                         | 阿部真由美                                                   |
| 10年6月5日   | オールリクエスト                                   | ケイ                                                         |
| 10年6月12日  | パナソニック大電化まつりin産業会館                 | 阿部真由美、岩本和弘                                         |
| 10年6月19日  | オールリクエスト                                   | 谷戸礼子                                                     |
| 10年6月26日  | 道の駅みくに いい物うまい物まつり2010              | 二木あつ子                                                   |
| 10年7月3日   | 防災特別番組「いま、私たちにできること」           | 岩本和弘、堀内くみ子                                         |
| 10年7月10日  | オールリクエスト                                   | ケイ                                                         |
| 10年7月17日  | オールリクエスト                                   | 谷戸礼子                                                     |
| 10年7月24日  | オールリクエスト                                   | 重盛政史                                                     |
| 10年7月31日  | オールリクエスト&AKB48生出演                       | 清田精二、AKB48（指原莉乃・倉持明日香・ 宮澤佐江・高城亜樹） |
| 10年8月7日   | オールリクエスト                                   | ケイ                                                         |
| 10年8月14日  | オールリクエスト                                   | 重盛政史                                                     |
| 10年8月21日  | オールリクエスト                                   | 田中みゆき、清田精二、バスガイド                             |
| 10年8月28日  | オールリクエスト&24時間テレビ直前SP                | 岩本和弘                                                     |
| 10年9月4日   | オールリクエスト                                   | 谷戸礼子                                                     |
| 10年9月11日  | オールリクエスト&わが家のリモデル                  | 重盛政史、ケイ                                               |
| 10年9月18日  | 坂井市産業フェア会場から生放送                     | 岩本和弘、さかいちよみ。                                     |
| 10年9月25日  | オールリクエスト                                   | 重盛政史                                                     |
| 10年10月2日  | オールリクエスト                                   | 谷戸礼子                                                     |
| 10年10月9日  | 大和田げんき祭り                                   | 重盛政史、上田純子 他                                        |
| 10年10月16日 | パナソニックフェアinサンドーム福井                 | 阿部真由美、重盛政史                                         |
| 10年10月23日 | オールリクエスト                                   | 清田精二                                                     |
| 10年10月30日 | オールリクエスト                                   | 谷戸礼子                                                     |
| 10年11月6日  | 道の駅みくに花らっきょまつり                       | 二木あつ子、北浜みさき、門脇陸男 他                          |
| 10年11月13日 | 秋の味覚ほくほく市＆らーめん祭り                   | 重盛政史、さかいちよみ。 他                                  |
| 10年11月20日 | 北陸初!日本全国グルメ博inサンドーム福井            | 重盛政史、加藤直也、ギャル曽根 他                            |
| 10年11月27日 | 児童虐待防止ラジオ特別番組&オールリクエスト        | 谷戸礼子、清田精二                                           |
| 10年12月4日  | オールリクエスト                                   | ケイ                                                         |
| 10年12月11日 | オールリクエスト                                   | 谷戸礼子                                                     |
| 10年12月18日 | オールリクエスト                                   | 重盛政史                                                     |
| 10年12月25日 | 土曜スペシャル!X’mas SHOW                          | 重盛政史、高橋健志、上田純子、ナナ・イロ                     |
| 11年1月1日   | 土曜スペシャル!～Happy New Year 2011～             | 重盛政史、ケイ                                               |
| 11年1月8日   | オールリクエスト                                   | 谷戸礼子                                                     |
| 11年1月15日  | オールリクエスト                                   | 清田精二                                                     |
| 11年1月22日  | オールリクエスト                                   | 重盛政史                                                     |
| 11年1月29日  | オールリクエスト                                   | 岩本和弘                                                     |
| 11年2月5日   | オールリクエスト                                   | 谷戸礼子                                                     |
| 11年2月12日  | ラブラブバレンタイン                               | 田中みゆき、加藤直也 他                                      |
| 11年2月19日  | オールリクエスト                                   | 重盛政史                                                     |
| 11年2月26日  | オールリクエスト                                   | ケイ                                                         |
| 11年3月5日   | オールリクエスト                                   | 谷戸礼子                                                     |
| 11年3月12日  | 東北地方太平洋沖地震情報&オールリクエスト          | 清田精二、佐々木愛                                           |
| 11年3月19日  | オールリクエスト                                   | 谷戸礼子                                                     |
| 11年3月26日  | オールリクエスト                                   | 重盛政史                                                     |
| 11年4月2日   | オールリクエスト                                   | 岩本和弘                                                     |
| 11年4月9日   | オールリクエスト                                   | 重盛政史                                                     |
| 11年4月16日  | オールリクエスト                                   | 重盛政史                                                     |
| 11年4月23日  | オールリクエスト                                   | 桑原貞己、佐々木愛、（私市秀子）                             |
| 11年4月30日  | オールリクエスト                                   | ケイ                                                         |
| 11年5月７日  | オールリクエスト                                   | 川島秀成                                                     |
| 11年5月14日  | オールリクエスト                                   | 吉川圭一                                                     |
| 11年5月21日  | オールリクエスト                                   | ケイ                                                         |
| 11年5月28日  | 越前陶芸まつり生放送                               | 阿部真由美 ゲスト：新田泉、橋幸夫                            |
| 11年6月4日   | オールリクエスト&地デジ情報                        | 岩本和弘                                                     |
| 11年6月11日  | オールリクエスト                                   | 谷戸礼子                                                     |
| 11年6月18    | オールリクエスト                                   | 重盛政史                                                     |
| 11年6月25日  | 道の駅みくにいいものうまいものまつり2011           | 二木あつ子                                                   |
| 11年7月2日   | 防災特番「いま、私たちにできること」               | 岩本和弘                                                     |
| 11年7月9日   | オールリクエスト                                   | 渡辺みゆ、谷口祥代                                           |
| 11年7月16日  | オールリクエスト                                   | 谷戸礼子                                                     |
| 11年7月23日  | オールリクエスト                                   | 重盛政史                                                     |
| 11年7月30日  | うみんぴあ大飯丸ごと探検隊生中継                   | 吉川圭一、阿部真由美                                         |
| 11年8月6日   | オールリクエスト                                   | ケイ                                                         |
| 11年8月13日  | オールリクエスト                                   | 重盛政史                                                     |
| 11年8月20日  | 24時間テレビ直前スペシャル                         | 吉川圭一 他                                                  |